# Cirse des marais
Cirsium palustre
Espèce
Classification phylogénétique
Le cirse des marais (Cirsium palustre), également appelé bâton-du-diable, est une espèce de plante à fleurs appartenant au genre Cirsium et à la famille des Astéracées (ou Composées). C'est une bisannuelle assez grande, poussant notamment dans les prairies humides.

## Description
Plante à tige érigée, ailée (ailes épineuses du bas au sommet de la tige). Longues feuilles étroites très épineuses, souvent inclinées vers le sol, devenant des lanières au sommet de la tige. capitules en grappes très denses, à fleurons pourpres. Bractées de l'involucre érigées, terminées par une pointe noire peu épineuse. Feuillage caduc.

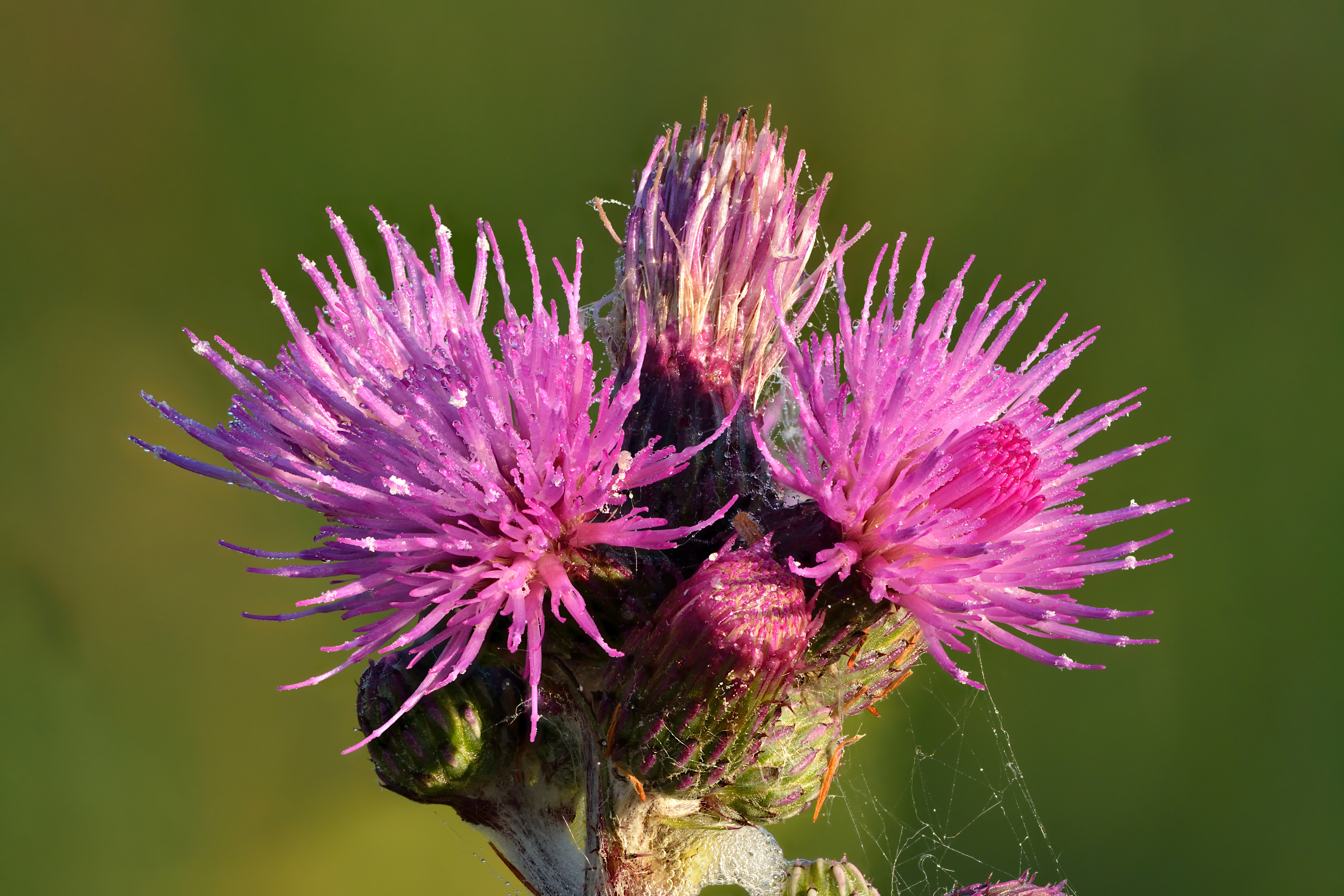
Fleurs de cirse des marais vers Niitvälja en Estonie.
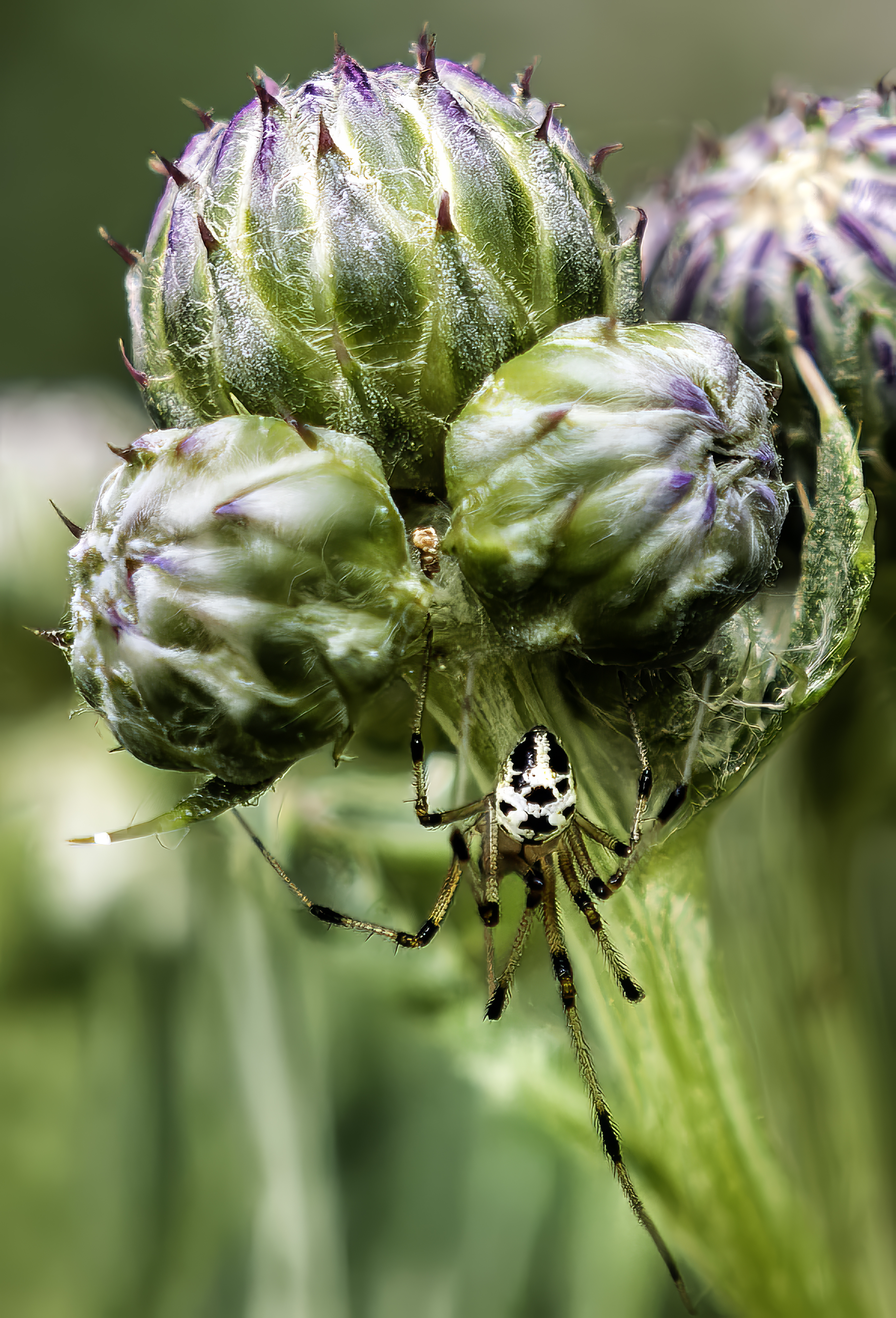
Heterotheridion nigrovariegatum sur cirse des marais.

## Caractéristiques
- Organes reproducteurs :
  - Type d'inflorescence : racème de capitules
  - Répartition des sexes : gynodioïque
  - Type de pollinisation : entomogame, autogame
  - Période de floraison : juillet à septembre
- graine :
  - Type de fruit : akène
  - Mode de dissémination : anémochore
- Habitat et répartition :
  - Habitat type : mégaphorbiaies planitiaires-collinéennes, mésotrophiles, acidophiles
  - Aire de répartition : eurasiatique septentrional